# Sint-Antoniuskerk (Tilburg)
De Sint-Antonius van Paduakerk (tot 2011 bekend als Emmaüskerk) is een katholiek kerkgebouw in de Noord-Brabantse stad Tilburg. De kerk is gelegen in stadsdeel de Reeshof en heeft 200 tot maximaal 300 zitplaatsen. In 1991 werd het gebedshuis geopend en in februari 1992 ingewijd door bisschop Ter Schure. Naast de Heilige Missen, organiseert de Emmaüsparochie - verbonden aan het kerkgebouw - er diverse activiteiten. Zo zijn er gebedsgroepen, kinderwoorddiensten en gezinsvieringen. De kerk moet niet verward worden met de gelijknamige Tilburgse kerk aan de Hoefstraat, ook bekend als de Hoefstraatkerk.

## Geschiedenis
De bouw van de Sint-Antoniuskerk werd voorafgegaan door de totstandkoming van een parochie voor in de Reeshof, een Tilburgs stadsdeel waarvan de bouw in de late jaren zeventig begon. In 1979 begonnen Frans Hendriks als pastor en Frits Heijltjes als pastoraal opbouwwerker van het dekenaat Tilburg-Goirle aan de opbouw van de parochie Reeshof. Vanaf oktober 1982 was er in basisschool de Reijshof om de twee weken een viering. Al vrij snel verhuisde de parochie met haar vieringen naar een wijkcentrum aan de Langendijk. Wegens de behoefte aan een kerkgebouw, werd eind jaren tachtig het plan opgesteld een permanente kerk in de Reeshof te bouwen. In 1991 was de Emmaüskerk aan de Groenlostraat een feit. In dat jaar werd in oktober de kerk officieel geopend en in februari 1992 werd het godshuis ingewijd door bisschop Johannes ter Schure. 

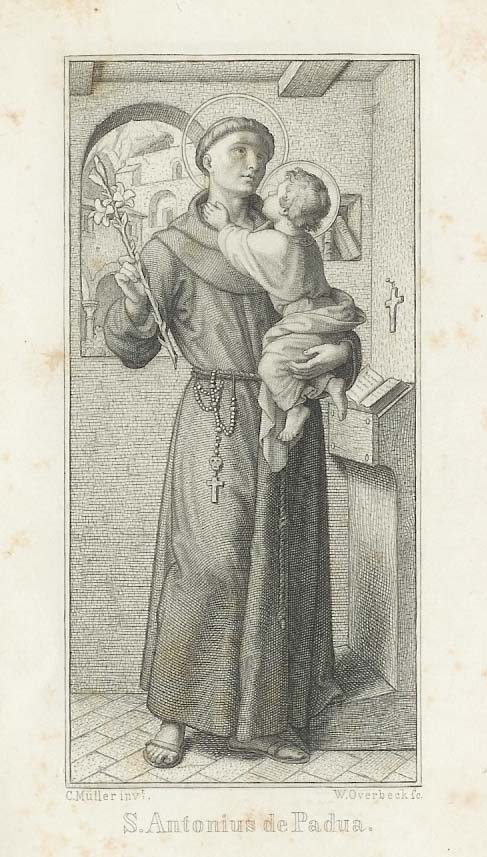
St. Antonius

Door de groei van de parochie ontstond er rond de millenniumwisseling behoefte aan een nieuwe kerk. Er werd een plan opgesteld en in 2004 werd een mogelijke bestemming gevonden. Wegens ontwikkelingen binnen het bisdom werd het plan tijdelijk uitgesteld. In 2010 is in overleg met de gemeente Tilburg en het bisdom Den Bosch besloten om het nieuwbouwproject niet door te zetten. De voornaamste redenen hiervoor waren de herindeling van het dekenaat en de te verwachten fusie van parochies. In plaats daarvan is de huidige Emmaüskerk gerenoveerd en verfraaid met de kerkinboedel van de toen net gesloten Sint-Pauluskerk in Oss. Met Pasen 2011 was de vernieuwde kerk gereed. Per 1 januari 2011 heeft de Emmaüsparochie een patroonheilige: Sint Antonius van Padua. Hiermee is de naam Emmaüskerk veranderd in Sint-Antoniuskerk. Achter in de kerk treft men een beeld van deze Italiaanse heilige. De parochie heeft de naam Emmaüsparochie wel behouden.